# SK Sint-Niklaas
Ne pas confondre avec le K Sint-Niklaasse SK Excelsior matricule 221, un ancien club de football (depuis fusionné avec le KSC Lokeren), ni avec le Royal Excelsior Athletic Club Sint-Niklaas, matricule 239, absorbé par le précédent.
Maillots
Actualités
Dernière mise à jour : 6 août 2018.
Le Sportkring Sint-Niklaas est un club de football belge basé à Nieuwkerken à Saint-Nicolas en Flandre-Orientale. Porteur du matricule 9264, le club évolue en jaune et bleu. Il évolue en Division 2 Amateur lors de la saison 2018-2019.
Le club a remporté le tour final de D3 à l'issue de la saison 2010-2011 et ainsi gagné le droit de monter en Division 2. Le matricule 9264 n'a donc eu besoin que de 18 ans pour passer de la P4 à la D2, soit du 8e au 2e niveau de la hiérarchie.
En juillet 2010, le club a modifié son nom pour devenir le SK Sint-Niklaas, en rappel de l'ancien matricule 221, disparu en 2000.

## Histoire
Le club est créé le 21 août 1992 sous la dénomination de Football Club Nieuwkerken. Il est affilié à l'URBSFA le 24 mars 1994, qui lui attribue le matricule 9264. Le cercle connaît d'emblée une ascension fulgurante, car il remporte à chaque fois le titre de sa division lors de ses trois premières années d'existence! De 1993 à 1996, le FC Nieuwkerken passe de la quatrième à la première provinciale.
En fin de saison 2000-2001, le matricule 9264 fait le grand saut vers les séries nationales. Il entame magnifiquement sa saison inaugurale en Promotion (série B) et remporte le classement de la première « tranche »
Le club ne termine finalement que neuvième mais prend donc part au tour final pour la montée en Division 3. Le FC Nieuwkerken élimine le Standaard Wetteren (0-0, puis 4-3 aux tirs au but) puis le Racing Jet Wavre (5-1), pourtant barragiste de D3. Dans le match décisif pour la montée, le club est battu au TK Meldert (2-1). À l'occasion du repêchage entre les battus, il s'incline à nouveau, cette fois face à Spa (1-0). Mais la réussite est du côté du FC Nieuwkerken car des places se libèrent à l'étage supérieur. D'une part, il y a une fusion entre clubs louvanistes qui mène à la création d'Oud-Heverlee Louvain, d'autre part le KFC Schoten SK est rétrogradé en Promotion pour « faits de corruption », et enfin le KV Turnhout est relégué administrativement en Promotion en raison de sa situation financière. Nieuwkerken est donc repêché et monte au troisième niveau de la hiérarchie.
En 2003, à la suite de la disparition du Sint-Niklaasse SK Excelsior, absorbé par le KSC Lokeren, le cercle adapte son nom et devient le « FC Nieuwkerken-Sint-Niklaas », le plus souvent abrégé en « FCN-St-Niklaas ».
En juillet 2010, le club modifie une nouvelle fois sa dénomination et reprend le nom glorieux et chargé d'Histoire de l'ancien club de la ville : « SK St-Niklaas ». Il reprend aussi les anciennes couleurs du matricule 221, le jaune et le bleu.
En fin de saison 2010-2011, le club ne termine que septième, mais en raison du grand nombre de renconcements, il est repêché et peut participer au tour final pour la montée en Division 2. Le club obtient son accès au niveau supérieur au terme de plusieurs rencontres très indécises. Il obtient un partage (2-2) à Hoogstraten avant de s'imposer de justesse (3-2) à domicile. En demi-finales, le SK Sint-Niklaas s'impose au KV Turnhout (1-2) mais subit une défaite sur le même score au match retour, ce qui le contraint à disputer une prolongation. Il obtient finalement un nul (3-3) qui le qualifie pour la finale. Dans l'affrontement décisif, le club waaslandien gagne au KV Woluwe-Zaventem (0-1) et décroche, à domicile, un nouveau partage (1-1), synonyme de montée en Division 2.
Pour sa première saison en deuxième division, le SK Sint-Niklaas lutte pour son maintien jusqu'à la dernière journée. Toujours menacé par le KVK Tirlemont et le FCV Dender EH, le club décroche un match nul salvateur face à Eupen pour son dernier match et termine avec un point d'avance sur Tirlemont, barragiste. La saison suivante ne débute guère mieux pour le club, englué dans la lutte contre la relégation avec le KSK Heist et le Brussels dès les premières rencontres. À la mi-championnat, le club occupe la lanterne rouge et compte sept points de retard sur le RCS Visé, quinzième. Il engrange plus de points lors du second tour de la compétition et peut encore se sauver mathématiquement à l'entame de la dernière journée. Malgré une victoire 3-2 contre Saint-Trond, les résultats de ses concurrents condamnent le club à la relégation après deux saisons de présence en deuxième division. La saison suivante n'est guère meilleure. Le club ayant vu partir plusieurs de ses joueurs-clés, il ne peut éviter une seconde relégation consécutive, chutant ainsi en Promotion.

## Résultats dans les divisions nationales
Statistiques mises à jour le 26 mars 2020 (terme de la saison 2018-2019)

### Bilan
| Niv | Divisions     | Jouées | Titres | TM Up | TM Down |
| --- | ------------- | ------ | ------ | ----- | ------- |
| I   | 1re nationale | 0      | 0      |       |         |
| II  | 2e nationale  | 2      | 0      |       |         |
| III | 3e nationale  | 11     | 0      | 1     |         |
| IV  | 4e nationale  | 5      | 0      | 2     |         |
| V   | 5e nationale  | 0      | 0      |       |         |
|     |               |        |        |       |         |
|     | TOTAUX        | 18     | 0      | 3     | 0       |

- TM Up : test-match pour départager des égalités, ou toutes formes de Barrages ou de Tour final pour une montée éventuelle.
- TM Down : test-match pour départager des égalités, ou toutes formes de Barrages ou de Tour final pour le maintien.

### Classements
| Ordre | Saison  | Nom du club                 | Niveau                         | Classement final | Remarques             |
| ----- | ------- | --------------------------- | ------------------------------ | ---------------- | --------------------- |
| 1     | 2001-02 | FC Nieuwkerken              | Promotion série A              | 11e/16           | Promu via tour final! |
| 2     | 2002-03 | FC Nieuwkerken              | Division 3 série A             | 11e/16           |                       |
| 3     | 2003-04 | FC Nieuwkerken-Sint-Niklaas | Division 3 série A             | 4e/16            | Tour final!           |
| 4     | 2004-05 | FC Nieuwkerken-Sint-Niklaas | Division 3 série A             | 5e/16            |                       |
| 5     | 2005-06 | FC Nieuwkerken-Sint-Niklaas | Division 3 série A             | 6e/16            |                       |
| 6     | 2006-07 | FC Nieuwkerken-Sint-Niklaas | Division 3 série A             | 8e/16            |                       |
| 7     | 2007-08 | FC Nieuwkerken-Sint-Niklaas | Division 3 série A             | 9e/16            |                       |
| 8     | 2008-09 | FC Nieuwkerken-Sint-Niklaas | Division 3 série A             | 9e/16            |                       |
| 9     | 2009-10 | FC Nieuwkerken-Sint-Niklaas | Division 3 série A             | 9e/19            |                       |
| 10    | 2010-11 | SK Sint-Niklaas             | Division 3 série A             | 7e/18            | Promu via tour final! |
| 11    | 2011-12 | SK Sint-Niklaas             | Division 2                     | 15e/18           |                       |
| 12    | 2012-13 | SK Sint-Niklaas             | Division 2                     | 18e/18           | Relégué!              |
| 13    | 2013-14 | SK Sint-Niklaas             | Division 3 série A             | 17e/18           | Relégué!              |
| 14    | 2014-15 | SK Sint-Niklaas             | Promotion série A              | 2e/16            | Promu via tour final! |
| 15    | 2015-16 | SK Sint-Niklaas             | Division 3 série A             | 12e/18           | Relégué!              |
| 16    | 2016-17 | SK Sint-Niklaas             | Division 2 Amateur VFV série A | 11e/16           |                       |
| 17    | 2017-18 | SK Sint-Niklaas             | Division 2 Amateur VFV série A | 6e/16            |                       |
| 18    | 2018-19 | SK Sint-Niklaas             | Division 2 Amateur VFV série B | 9e/16            |                       |
| 19    | 2019-20 | SK Sint-Niklaas             | Division 2 Amateur VFV série A | .../16           |                       |